# NGC 994
NGC 994 je galaksija u zviježđu Kit.

## Vanjske poveznice
- SEDS: NGC 994